# Maria Pia das Duas Sicílias
Maria Pia da Graça de Bourbon-Duas Sicílias (em italiano:  Maria Pia della Grazia di Borbone-Due Sicilie, Gaeta, 2 de agosto de 1849 – Biarritz, 29 de setembro de 1882), foi uma Princesa das Duas Sicílias, esposa do deposto duque Roberto I e titular Duquesa Consorte de Parma e Placência. Era filha do rei Fernando II das Duas Sicílias e de sua segunda esposa, a arquiduquesa Maria Teresa da Áustria.

## Biografia

### Família
Maria Pia era a oitava filha do rei Fernando II das Duas Sicílias e de sua segunda esposa, a arquiduquesa Maria Teresa da Áustria. Seus avós paternos foram o rei Francisco I das Duas Sicílias e a infanta Maria Isabel da Espanha; enquanto seus avós maternos foram o arquiduque Carlos da Áustria, Duque de Teschen (herói austríaco, vencedor da Batalha de Aspern-Essling) e a princesa Henriqueta de Nassau-Weilburg. Membro de uma família numerosa, Maria Pia tinha 12 irmãos (incluindo seu irmão mais velho, Francisco II das Duas Sicílias, único filho do primeiro casamento de seu pai). Tímida e reservada, a princesa, assim como seus irmãos, foi amorosamente criada pela mãe, que abominava as festas da côrte e a vida mundana, preferindo dedicar-se exclusivamente à educação dos filhos. 

### Exílio
Com o avanço da Expedição dos Mil de Giuseppe Garibaldi sobre a Sicília e a Calábria, a família real das Duas Sicílias se refugia em Gaeta, onde as tropas fiéis a Francisco II combatem ferozmente por três meses. Em 13 de fevereiro de 1861 o exército finalmente capitula, obrigando o rei e sua família a exilar-se em Roma. Sob a proteção do papa Pio IX, a realeza destronada ocupou inicialmente o Palácio do Quirinal e, em seguida, o Palácio Farnésio.
Foi durante o exílio romano (seu lar dos doze aos vinte anos) que se iniciaram as negociações para o casamento de Maria Pia.

### Casamento e filhos

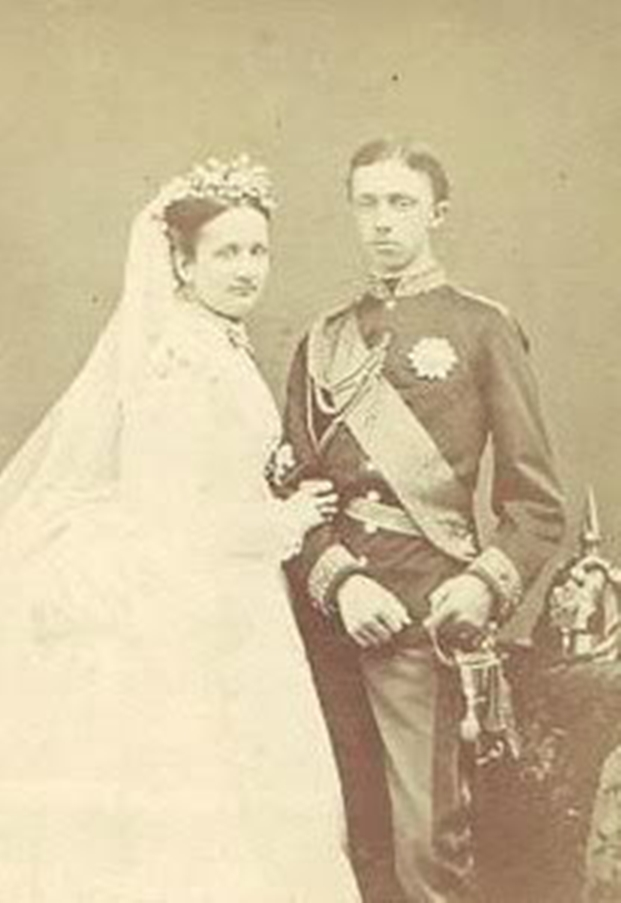
Casamento de Maria Pia com o duque Roberto I de Parma

A despeito das tentativas de se casar a jovem princesa com um arquiduque austríaco (como suas irmãs mais velhas, Maria Anunciata e Maria Imaculada), o acordo matrimonial acabou sendo firmado com o ex-soberano do Ducado de Parma. Mesmo destronado, Roberto I era um pretendente disputado por sua fortuna e as dificuldades financeiras enfrentadas pelos seus primos das Duas Sicílias, após o confisco de todos os seus bens, foram decisivas para o sucesso das negociações. A cerimônia de casamento realizou-se em Roma, em 5 de abril de 1869. O casal teve doze filhos e seis deles foram declarados incapacitados mentais por Maria Antonia de Bragança, segunda esposa de Roberto I, após a morte deste:
- Maria Luísa de Bourbon-Parma (1870-1899), princesa de Parma, casou-se com Fernando de Saxe-Coburgo-Gotha, Príncipe Regente e, mais tarde, Czar da Bulgária (como Fernando I). Com descendência.
- Fernando de Bourbon-Parma (1871-1872), príncipe de Parma.
- Luísa Maria de Bourbon-Parma (1872-1943), princesa de Parma, declarada incapacitada mental.
- Henrique de Bourbon-Parma (1873-1939), duque titular de Parma (1907-1939); declarado incapacitado mental.
- Maria Imaculada de Bourbon-Parma (1874-1914), princesa de Parma, declarada incapacitada mental.
- José de Bourbon-Parma (1875]-1950), duque titular de Parma (1939 – 195); declarado incapacitado mental.
- Maria Teresa de Bourbon-Parma (1876-1959), princesa de Parma, declarada incapacitada mental.
- Maria Pia de Bourbon-Parma (1877-1915), princesa de Parma; declarada incapacitada mental.
- Maria Beatriz de Bourbon-Parma (1879-1946), princesa de Parma, casou-se com Pietro Lucchesi Palli, com descendência.
- Elías I de Parma (1880-1959), regente titular de Parma por seus irmãos (1907-193] e 1939-1950) e duque titular de Parma (1950-1959); casou-se com a arquiduquesa Maria Ana de Áustria-Teschen, com descendência.
- Maria Anastássia de Bourbon-Parma (1881-1881), princesa de Parma.
- Augusto de Bourbon-Parma (1882-1882), príncipe de Parma.

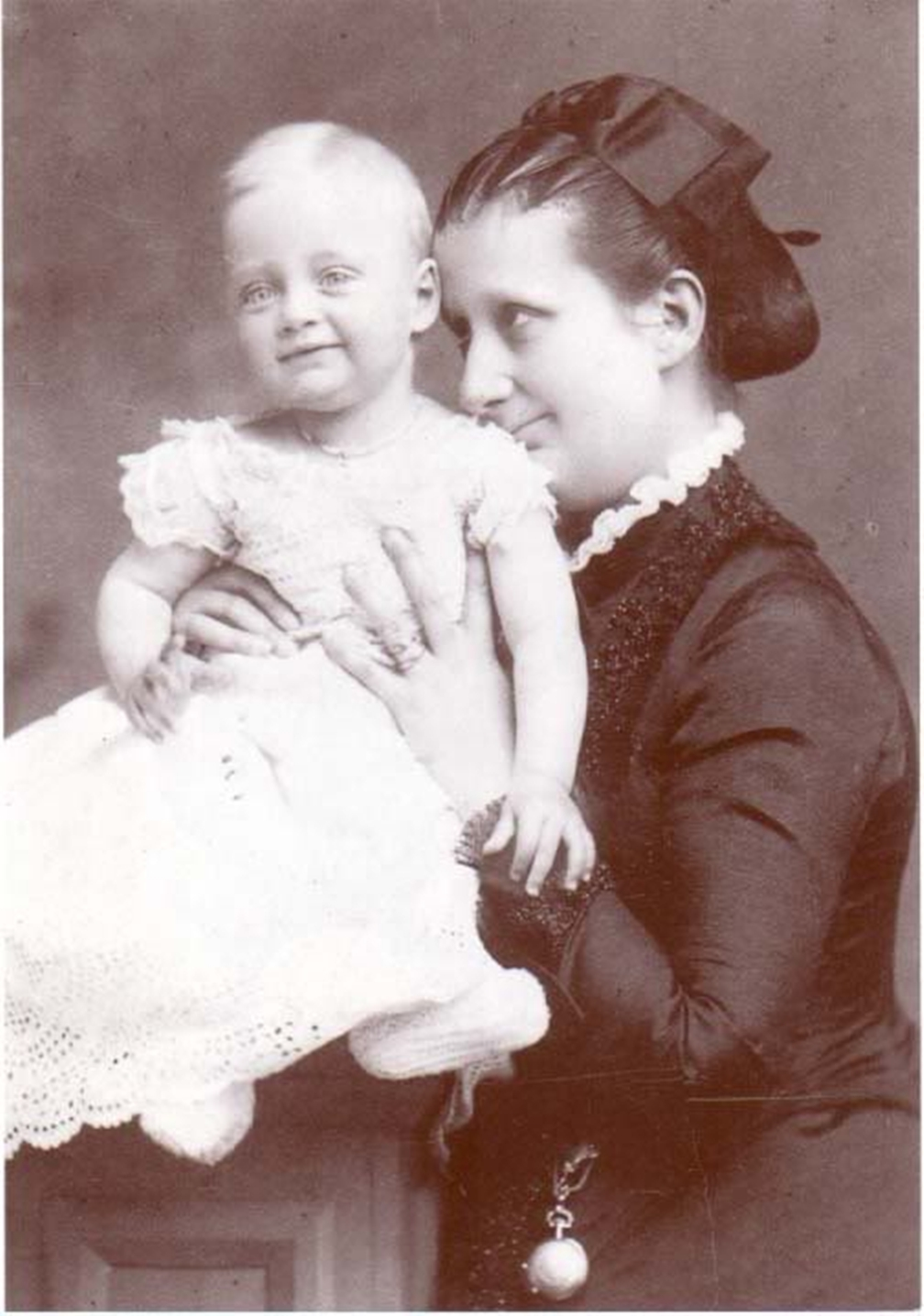
A duquesa Maria Pia com seu filho Elias (futuro Elias I de Parma)

### Morte
A perigosa rotina de gestações e partos consecutivos (doze filhos em treze anos de casamento), tornou a princesa obesa e doentia. Maria Pia morreu de febre puerperal, em 29 de setembro de 1882, em Biarritz, uma semana após dar à luz seu último filho. Seu corpo foi sepultado na Villa Borbone, em Viareggio.